# Pipe
Pipe (lat. Curculionidae) najbrojnija su porodica životinja na zemlji (priznato 1998.), pripadaju insektima (Insecta), red Coleoptera. Ova porodica obuhvata čak 5.800 rodova i preko 83.000 vrsta širom sveta.
Starija podela delila ih je na kratkokrilaše (curtirostri) i dugokrilaše (longirostri). U tzv. kratkokrilaše pripadaju od najvažnijih rodova Otiorhynchus, Sitona, Psalidium, Tanymecus, Phyllobius i Peritelus. U Hrvatskoj je prema Kovačiću zastupljeno 228 vrsta iz roda Otiorhynchus.
Pipe karakteriše pretežno smeđa boja glave sa rilima, produžena prema napred. Ta rila mogu da budu duža i od celog tela, a ono pipama služe za bušenje biljnog tkiva u koje ženka polaže jaja. Larve nemaju nogu (apodija), bele su boje i žive u unutrašnjosti biljnih organa. Hrane se listovima biljaka na kojima pipe prave polukružne ureze.
Zbog svog načina prehrane pipe se smatraju štetočinama koje napadaju maslinu (maslinina pipa, Otiorhynchus cribricollis), vinovu lozu, breskve, kajsije i druge voćke i niže biljke kao kukuruz (Kukuruzna pipa, Tanymecus dilaticollis, Gyll.), repu (Siva repina pipa, Tanymecus palliatus, Fabr.), blitvu (Blitvina pipa, Lixus junci Bob.), jagodu (jagodine pipe, Otiorhynchus)

## Sistematika

### Potporodice
Animalia → Arthropoda → Insecta → Coleoptera → Curculionoidea → Curculionidae